# John Yarker

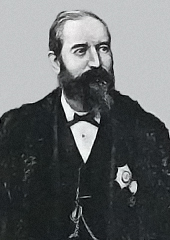
John Yarker (1904)

John Yarker (* 17. April 1833 in Swindale (bei Kendal), Westmorland, England; † 20. März 1913 in Withington, Greater Manchester, England) war ein englischer Hochgrad-Freimaurer, Schriftsteller und Esoteriker. Er war Ehrenmitglied der Societas Rosicruciana in Anglia und Mitglied der englischen Forschungsloge Quatuor Coronati.

## Leben und Werk

### Kindheit, Ehe, Kinder
Yarker wurde am 17. April 1833 im kleinen englischen Dorf Swindale geboren. 1840 zog die Familie in die Grafschaft Lancashire und 1849 nach Manchester. Am 4. Januar 1857 heiratete er Eliza Jane Lund, aus der Ehe gingen sechs Kinder hervor. Von 1876 bis zu seinem Tod wohnte er mit seiner Familie in Withington bei Manchester.

### Freimaurer und Esoteriker
In Manchester wurde er am 25. Oktober 1854 in der Freimaurerloge Lodge of Integrity No. 189 (später No. 163) initiiert. Schon drei Monate später erreichte er dort den Grad des Meisters. Am 27. April 1855 affiliierte er in Dunkinfield bei der Fidelity Lodge No. 623 und wurde 1857 dort Meister vom Stuhl. 1862 verließ er die Loge.
Es folgten Mitgliedschaften in Hochgrad-Freimaurerlogen, wo er bis in höchste Grade aufstieg. Dabei wurde er 1870 wegen seiner Verbindungen zum irregulären Ancient and Primitive Rite aus dem regulären Ancient and Accepted Rite (AASR) ausgeschlossen.
Die Großlogen des Memphis-Misraïm-Ritus von Amerika hatten ihre freimaurerischen Beziehungen zum Grand Orient de France im Jahre 1870 abgebrochen, als Yaker 1872 das Souveräne Sanktuarium des Alten und Primitiven Ritus von Memphis-Misraïm der Freimaurerei für England und Irland gründete. Dazu ermächtigt war er angeblich durch die Autorität eines Patentes, ausgestellt durch den amerikanischen Souveränen Großmeister-General des Memphis-Ritus Harry J. Seymour.
Selbst gutgläubig, geriet er durch den Ritus in Gesellschaft des Schwindlers Theodor Reuß und Aleister Crowley. Für den Ritus wurde in Deutschland in dieser Folge Reuß der offizielle Vertreter Yarkes.
Noch bis 1881 arbeiteten der Memphis- und Misraïm-Ritus vor allem separat, ihre letztliche Vereinigung ist auf das Bestreben des italienischen Freiheitskämpfers Giuseppe Garibaldi zurückzuführen, der zum internationalen Großmeister ernannt wurde.
Helena Petrovna Blavatsky veröffentlichte am 29. September 1877 mit Isis Unveiled ihr erstes größeres Werk, darin zitierte sie mehrmals aus Werken Yarkers. Ob Blavatsky damals bereits mit Yarker in brieflichem Kontakt war, ist unklar, jedoch anzunehmen. Yarker muss jedenfalls das Buch sofort nach seinem Erscheinen bekommen haben und war davon so beeindruckt, dass er ihr nur zwei Monate später, am 24. November 1877, die Ehrenmitgliedschaft in seiner Memphis-Misraïm-Freimaurerei und den Ehrentitel Gekrönte Prinzessin verlieh. Blavatsky hatte sich vorher nicht um eine Aufnahme beworben, fühlte sich aber offenbar geehrt und unterschrieb das ihr verliehene Patent. 1879 kam es in den USA zu einem ersten persönlichen Zusammentreffen der beiden und sie verlieh Yarker 1880 im Gegenzug die Ehrenmitgliedschaft in ihrer Theosophischen Gesellschaft.
1876 führte Yarker den Swedenborg-Ritus in England ein. Gérard Encausse alias Papus wurde Großmarschall im englischen Swedenborg-Ritus, dafür wurde Yarker Mitglied des Obersten Rates des Martinistenordens von Papus in Frankreich.

## Werke
- The Kneph (1881–1900) (Offizielle Publikation des Alten und Primitiven Ritus von Memphis-Misraïm)
- The Arcane Schools (1909)
- Masonic Charges and Lectures
- Scientific and Religious Mysteries of Antiquity
- Freemasonry in Modern Times
- Origin and Antiquity of Freemasonry
- Lectures of a Chapter, Senate and Council: According to the Forms of the Antient and Primitive Rite
- The Magian Mysteries
- Masonry and the Crusades
- Modern Rosicrucianism